# دانتي كابوتو
دانتي كابوتو (بالإسبانية: Dante Mario Antonio Caputo)‏ (من مواليد 25 نوفمبر 1943) هو أكاديمي ودبلوماسي وسياسي أرجنتيني ، شغل منصب وزير خارجية البلاد تحت رئاسة راؤول ألفونسين.

## النشاط الأكاديمي
ولد دانتي ماريو أنطونيو كابوتو في بوينس آيرس لأبوين من منطقة فيغيجيانيلو بازيليكاتا الإيطالية. تخرج في العلوم السياسية في جامعة السلفادور في بوينس آيرس في عام 1966 ، ثم أكمل شهادة الدراسات العليا في كلية فليتشر للقانون والدبلوماسية في جامعة تافتس. بين عامي 1968 و1972 ، توليت العديد من المناصب في منظمة الدول الأمريكية، وفي عام 1972، حصلت على درجة الدكتوراه في علم الاجتماع في جامعة باريس. في عام 1973 تم تعيينه محققًا في معهد توركواتو دي تيلا ، وكان يرأس مركز الأبحاث في الولاية والإدارة لمدة ست سنوات.
درس كابوتو في جامعات بوينس آيرس، السلفادور ، باريس ، كويلميس ولا بلاتا.

## روابط خارجية
- دانتي كابوتو على موقع مونزينجر (الألمانية)